# Dziura w Żlebku
Dziura w Żlebku – jaskinia, a właściwie schronisko, w Dolinie Miętusiej w Tatrach Zachodnich. Wejście do niej położone jest u podnóża Kończystej Turni, na wysokości 1090 metrów n.p.m. Jaskinia jest pozioma, a jej długość wynosi 11 metrów.

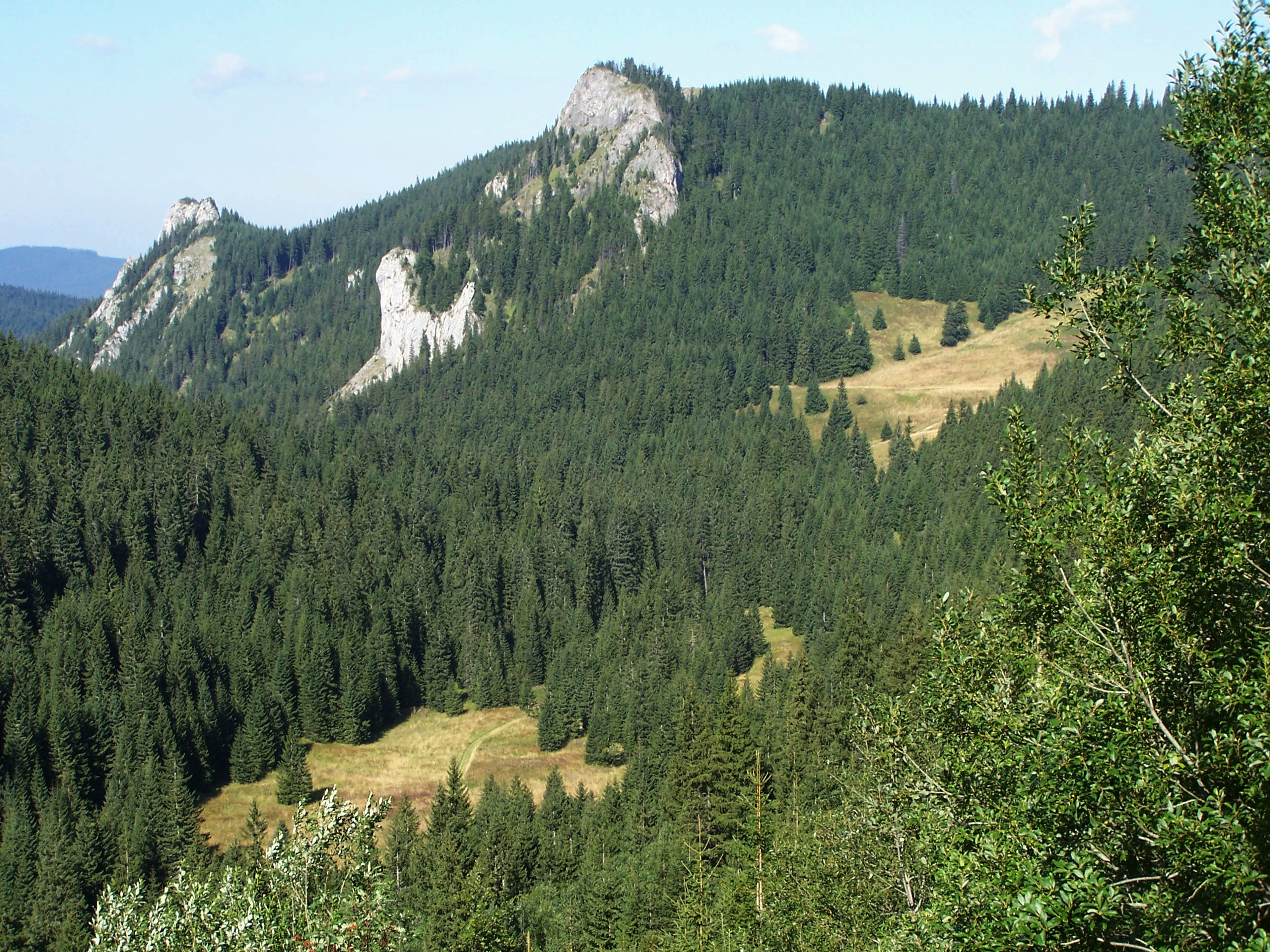
Dolina Miętusia. Na lewo Kończysta Turnia

## Opis jaskini
Jaskinię stanowi szczelinowy korytarzyk zaczynający się w dolnej części dużego otworu wejściowego i dochodzący do przecinającej go szczeliny. Szczelina ta prowadzi do górnej części otworu wejściowego.

## Przyroda
W jaskini występują nacieki grzybkowe. Ściany są suche, rosną na nich porosty.

## Historia odkryć
Jaskinia była prawdopodobnie znana od dawna. Jej pierwszy plan i opis sporządził J. Grodzicki przy współpracy H. Grodzickiej i M. Grodzickiego w 1994 roku.